# HD 77887
HD 77887，又名CP-68 879，SAO 250421、HR 3610，是一颗恒星，视星等为5.88，位于銀經284.45，銀緯-14.56，其B1900.0坐标为赤經9h 0m 0s，赤緯-68° -14.56′ 21″。